# Riachão (Maranhão)
Riachão is een gemeente in de Braziliaanse deelstaat Maranhão. De gemeente telt 21.672 inwoners (schatting 2009).